# دوين بيسون
دوين بيسون (بالإنجليزية: Duane Beeson)‏ هو طيار أمريكي، ولد في 16 يوليو 1921 في بويسي في الولايات المتحدة، وتوفي في 13 فبراير 1947 في Walter Reed Army Medical Center ‏ في الولايات المتحدة.